# Catherine Candida
Catherine Candida, nom de scène de Catherine Pojarsky, est une actrice belge née le 17 juillet 1938 à La Panne.

## Filmographie
- 1954 : Ah ! Les belles bacchantes de Jean Loubignac
- 1958 : Le Miroir à deux faces d'André Cayatte : le modèle
- 1959 : Les Cousins de Claude Chabrol
- 1959 : Les Dragueurs de Jean-Pierre Mocky : une invitée à la surboom
- 1959 : Bal de nuit de Maurice Cloche
- 1960 : Suspense au Deuxième Bureau de Christian de Saint-Maurice : Denise
- 1961 : Les Nymphettes de Henry Zaphiratos
- 1963 : Hold-up à Saint-Trop' de Louis Félix